# Fortezza di Jraberd
La fortezza di Jraberd, anche Charaberd, si trova in Azerbaigian, nella ex repubblica del Nagorno Karabakh (1992-2024), regione di Martakert.
Fu costruita su uno sperone di roccia granitica alla confluenza del fiume Trghi nel Tartar e si trova sulla sponda sinistra di questo. L'ubicazione è tale da renderla quasi inespugnabile: il lato meridionale cade quasi a perpendicolo sul fiume, i versanti orientale ed occidentale sono parimenti difesi dalle rocce naturali e solo il versante settentrionale era accessibile.
L'intera area è di difficile accesso essendo montuosa, attraversata da strette gole nelle quali scorrono impetuosi fiumi e torrenti, ricoperta di fittissime foreste. I corsi d'acqua, che la circondano su quasi tre lati, hanno nei secoli scavato ancor di più intorno alla fortezza. Non a caso il nome significa "fortezza in acqua" proprio a testimoniare la particolare ubicazione della struttura.

## Origini e storia
La data di costruzione viene fatta risalire al VI - VII secolo e si hanno notizie di invasioni di Khazari nel 620. La fortezza nel corso dei secoli fu di proprietà di varie famiglie nobili ed assunse il ruolo di centro di potere nell'omonimo melikato. considerata una delle più inespugnabili di tutto l'Artsakh, era luogo di rifugio durante i periodi di guerra. L'ultima volta che si ha notizia del suo utilizzo fu nel 1789.

## Struttura
L'unico lato accessibile era quello settentrionale chiuso da possenti mura delle quali rimangono solo tracce. L'interno comprendeva numerosi edifici di servizio e residenziali: oggi ne rimangono solo monconi che riescono a fornire un'idea parziale del complesso originario. Esistevano fortificazioni e stretti passaggi ad uso dei soldati difensori.
Intorno alla fortezza, nel raggio di alcuni chilometri, erano posizionate torri di guardia con funzione di segnalazione: la fortezza era pressoché inavvicinabile se non utilizzando le gole del Tartar e questo rendeva più agevole la sua difesa. A nord, i monti Mrav la proteggevano mentre a sud del fiume sorgevano alcune decine di villaggi collegati attraverso disagevoli sentieri di montagna. per questo Jraberd riusciva a svolgere il suo compito di custode e controllore della regione.

## Visita
I resti della fortezza sorgono, come detto, in una zona impervia raggiungibile solo attraverso un sentiero che corre lungo il fiume Tartar. Da est passando dal villaggio di Mataghis, sempre seguendo il corso del fiume, superato un vecchio ponte medioevale ed abbandonata la strada; oppure da sud dal villaggio di Maghavuz. La zona, comune, non è lontana dall'ex confine con l'Azerbaigian e per accedervi è necessario un permesso speciale delle autorità.